# Paratylotropidia
Paratylotropidia is een geslacht van rechtvleugeligen uit de familie veldsprinkhanen (Acrididae). De wetenschappelijke naam van dit geslacht is voor het eerst geldig gepubliceerd in 1893 door Brunner von Wattenwyl.

## Soorten
Het geslacht Paratylotropidia omvat de volgende soorten:
- Paratylotropidia beutenmuelleri Morse, 1907
- Paratylotropidia brunneri Scudder, 1897
- Paratylotropidia morsei Rehn & Rehn, 1943